# محمد جواد مغنية
الشيخ محمّد جواد بن محمود بن محمّد بن مهدي بن محمّد بن عليّ بن حسن بن حسين بن محمود بن محمّد بن عليّ آل مُغْنِيَّة العامليّ، من أبرز علماء لبنان، ولد سنة 1322 هـ الموافق 1904 م في قرية طيردبا من جبل عامل، درس في طيردبا على المرجع الشيخ حسين مغنيّة. ثم سافر إلى النجف، وأنهى هناك دراسته. ثم عاد إلى جبل عامل وسكن معركة حيث عينته جمعية العلماء العاملية إماما للبلدة خلفا لأخيه الأكبر العلامة الشيخ عبد الكريم مغنية، ثم عين قاضيا شرعيا في بيروت ثم مستشارا للمحكمة الشرعية العليا فرئيسا لها بالوكالة، إلى أن أحيل للتقاعد. والشيخ من الذين أبدعوا في شتى الميادين الإسلامية والاجتماعية والوطنية، توجه بإنتاجه وأفكاره بصورة خاصة إلى جيل الشباب في المدارس والجامعات والحياة العامة، فكان يعالج في كتبه المشاكل والمسائل التي تؤرقهم وتثير قلقهم كمسائل العلم والأيمان، ومسائل الحضارة والدين، ومشاكل الحياة المادية والعصرية، وكان يقضي في مكتبته بين 14 إلى 18 ساعة من اليوم والليلة، وله أيضًا الكثير من المقالات والنشرات، وكان كثير الذب عن التشيع بلسانه وقلمه ضد التجني والافتراءات، وأيضًا كان يسعه بقلمه وقوله في التقريب بين المسلمين فألف الكتب ونشر المقالات، توفي ليلة السبت في التاسع عشر من محرم الحرام سنة 1400 ه‍، الموافق 1979 م ونقل جثمانه إلى النجف وشيع تشييعا باهرا حيث صلى عليه السيد الخوئي، ودفن في إحدى غرف مقام علي.

## نشأته وأسرته
نشأ في أسرة مستواها المعيشي أقل من المتوسط، وسافر لأول مرة مع أبيه إلى النجف وعمره عشر سنين، وفقد أباه وهو لم يبلغ الحادية عشر.
- جده الشيخ محمد بن مهدي بن محمد بن علي بن حسن بن حسين بن محمود بن محمد آل مغنية العاملي: ولد عام 1235 هـ، وتوفي في طيردبا في قضاء صور، كان عالما واديبا وشاعرا، ومقربا من علي بك الأسعد وخليل بك الأسعد. له كتاب (جواهر الحكم).[4]
- والده الشيخ محمود بن الشيخ محمد مهدي مغنية: ولد عام 1289 هـ وتوفي عام 1334 هـ، وهو ابن عم الشيخ حسين مغنية، ورفيقا له في الدرس في حناويه، ثم في بنت جبيل ثم في شقرا، ثم ارتحلا معا إلى العراق لتحصيل العلوم الدينية في النجف. عاد من العراق وسكن قرية العباسية في قضاء صور، ومات ودفن في طيردبا.[5]
- أخوه الشيخ عبد الكريم محمود مغنية.
- أخوه الآخر الشيخ أحمد مغنية.

## دراسته
توجّه إلى النّجف الأشرف سنة 1925م، ودرس العلوم الدينة حتى 1936م. قرأ الأجروميّة، وقطر الندى، وأتمّ «المعالم» و«الكفاية» عند السيد الحمامي، -ويبدو أنّ معظم إفادته كانت منه ـ وهو يذكره في حديثه عن حياته أكثر من غيره. وأخذ المكاسب المحرمة من السيد الخوئي، ثمّ حضر دروس المرحلة العليا(بحث الخارج)) في الحوزة. كان يُمضي جل عطلاته منهمكًا بين رفوف المكاتب.

## أساتذته
1. الشيخ حسين مغنية
2. الشيخ محمد حسين الكربلائي.
3. السيّد أبو القاسم الخوئي.
4. السيّد حسين الحمامي.
5. السيّد محمد سعيد فضل الله.

## عمله
بعد عودته للبنان عام 1936م جلس في قرية معركة إماما للبلدة يمارس فيها الوعظ والتعليم إلى 1948 م ثم إلى بيروت حيث تولى القضاء للفقه الجعفري ما بين 1948م إلى 1949 ثم مستشارًا للمحكمة الجعفرية العليا سنة 1949م، وولي رئاستها من 1951م إلى 1956 ومن 1956 إلى 1958 بدء رحلة تقاعده كمشاورًا للمحكمة الجعفرية العليا.
نذكر أحد أسباب تقاعده: خلال رئاسته عرضت على المحكمة قضية تهم موجهة لأحد النافذين، فعرض النافذ عليه أن يحكم بما يرغب فيه، وفي مقابل ذلك يجعله رئيسا أصيلا، فأعرض الشيخ عنه، ولما نظر في القضية تبين ان الحق في غير الجانب الذي يلتزمه النافذ، فحكم الشيخ بالحق مما أغضب النافذ فنجح في إقصائه نهائيا عن الرئاسة. ثم أحيل للتقاعد. هذه القصة التي ذكرها في هوامش كتابه الشيعة والتشيعة: في سنة 1948 عينت قاضيًا، وفي سنة 49 مستشارًا، وفي سنة 51 رئيسًا للمحكمة العليا، وبقيت في هذا المنصب إلى سنة 56، فصادف أن أقيمت عندي دعوى تخص كاظم الخليل، وكان يومئذ وزيرًا، فصدر الحكم في غير صالحه، فطار صوابه وجن جنونه، كما أن عادل عسيران رغب في تعيين بعض الشيوخ قاضيًا فرفضت، وكان يومها رئيسًا لمجلس النواب، فتعاون رئيس النواب والوزير على الشيخ لابس العمة -يعني نفسه-، وعملا على تنحيتي من الرياسة إلى المستشارية، وذكرت ذلك مفصلاً في آخر كتاب الإسلام ومع الحياة، وكان في ذلك الخير كل الخير ولله الحمد، حيث انصرفت إلى التأليف، حتى أخرجت لي المطابع، حتى أول سنة 63 اثنين وعشرين كتابًا.

## مؤلفاته
1. المرآة.
2. الكميت.
3. الأحكام الشرعية للمحاكم الجعفرية.
4. التضحية.
5. من زوايا الأدب.
6. الوضع الحاضر في جبل عامل (وهو أول كتاب نشر للمؤلف).
7. الفصول الشرعية.
8. مع الشيعة الإمامية.
9. الاثنا عشرية وأهل البيت (ونشرت الكتب الثلاثة الأخيرة في مجلد واحد باسم الشيعة في الميزان).
10. أهل البيت.
11. الشيعة والحاكمون.
12. الإسلام والحياة.
13. الله والعقل.
14. شبهات الملحدين.
15. النبوة والعقل.
16. الآخرة والعقل.
17. المهدي والمنتظر والعقل.
18. إمامة علي والعقل.
19. علي والقرآن.
20. الحسين والقرآن.
21. مفاهيم إنسانية في كلمات الإمام الصادق.
22. بين الله والإنسان.
23. الاثنا عشرية (ونشرت الكتب الأحد عشر الأخيرة في مجلد واحد باسم عقليات إسلامية).
24. مذاهب ومصطلحات فلسفية.
25. الفقه على المذاهب الخمسة (قسم العبادات).
26. الحج على المذاهب الخمسة.
27. الزواج والطلاق على المذاهب الخمسة.
28. الوصايا والمواريث على المذاهب الخمسة.
29. الوقف على المذاهب الخمسة.(ونشرت هذه الكتب الخمسة الأخيرة في مجلد واحد باسم الفقه على المذاهب الخمسة)
30. قيم أخلاقية في فقه الإمام الصادق.
31. فضائل الإمام علي.
32. دولة الشيعة.
33. علي والفلسفة.
34. معالم الفلسفة.
35. نظرات في التصوف.
36. فلسفة المبدأ والمعاد.
37. فلسفة التوحيد والولاية.
38. الإسلام بنظرة عصرية (ونشرت هذه الكتب الستة الأخيرة في مجلد واحد باسم فلسفات إسلامية).
39. المجالس الحسينية.
40. مع بطلة كربلاء و(نشر الكتابان الأخيران في مجلد واحد باسم الحسين وبطلة كربلاء).
41. مع علماء النجف.
42. هذه هي الوهابية.
43. من هنا وهناك.
44. الوجودية والغثيان.
45. فقه الإمام الصادق (ثلاثة مجلدات).
46. التفسير الكاشف (سبع مجلدات).
47. في ظلال نهج البلاغة (أربعة مجلدات).
48. فلسفة الأخلاق في الإسلام.
49. علم أُصول الفقه في ثوبه الجديد.
50. أُصول الإثبات في الفقه الجعفري.
51. التفسير المبين (على هامش القرآن الكريم).
52. تفسير الصحيفة السجادية.
53. من ذا وذاك.
54. صفحات لوقت الفراغ.
55. تجارب محمد جواد مغنية بقلمه.
56. نفحات محمدية.
57. من آثار أهل البيت.
58. دليل الموالي للنبي وآله.
59. من وحي الإسلام.
60. إسرائيليات.
61. المختصر الجامع في فقه جعفر الصادق (ولم يكتمل الكتاب بسبب وفاته)
62. الشيعة والتشيع
63. الشيعة في الميزان

## وفاته
توفّي الشيخ مغنية في الحادي والعشرين من المحرّم 1400 هـ 1979م في بيروت، ودفن جثمانه في أحد غرف مقام الأمام علي في النجف جرياً على عادة دفن كبار المراجع والعلماء.

## مواضيع ذات صلة
- في ظلال نهج البلاغة (شرح محمّد جواد مَغْنيّة)
- الفقيه المجدِّد محمد جواد مغنية 1904 – 1979
- الشيخ محمد جواد مغنية على الفيسبوك محمد جواد مغنية  على فيسبوك.
- سيرة الشيخ محمد جواد مغنيه
- ترجمة الشيخ محمد جواد مغنية في معجم البابطين
- بعض مؤلفات محمد جواد مغنية للتنزيل